# Megan Boone

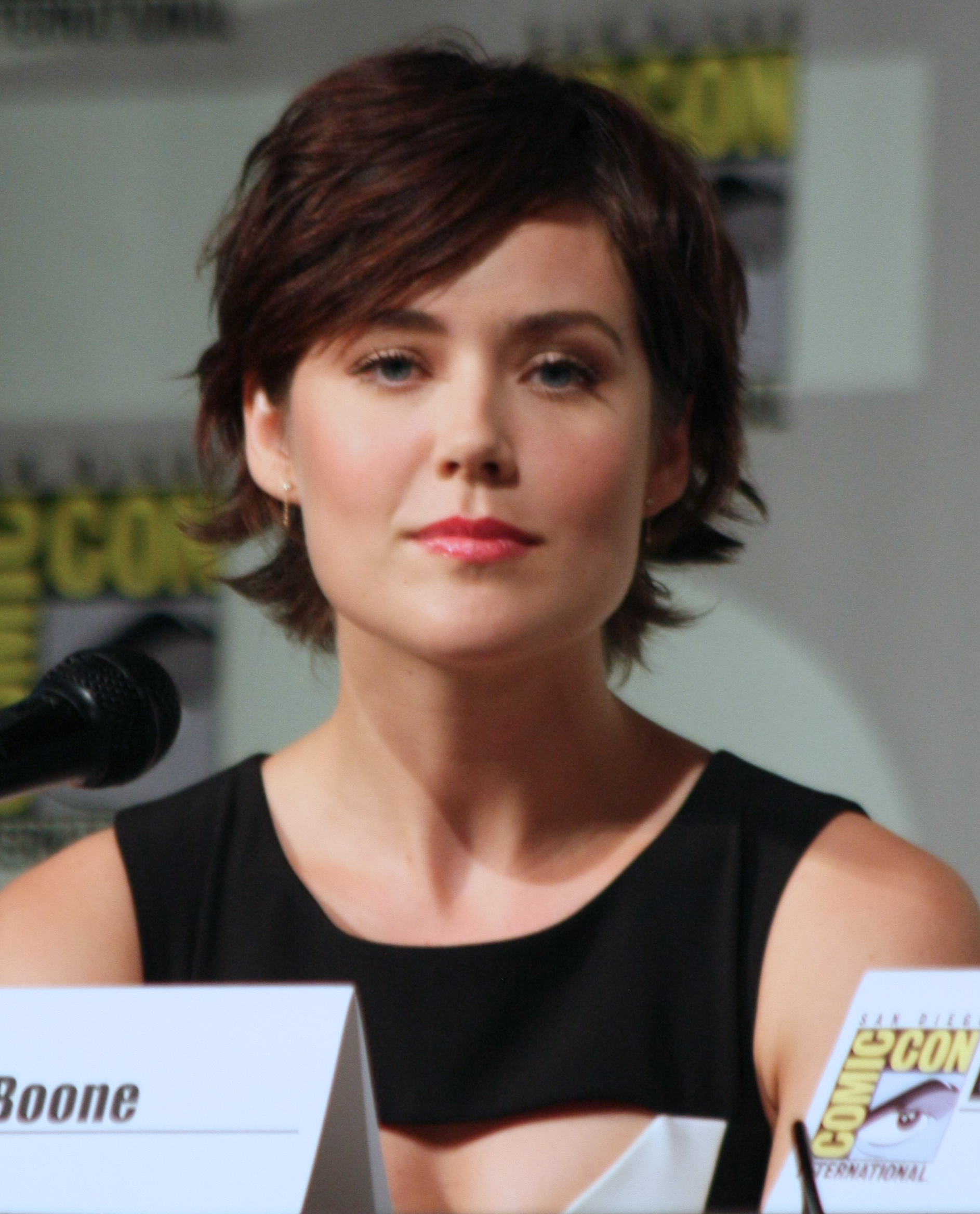
Megan Boone (2013)

Megan Boone (* 29. April 1983 in Petoskey, Michigan) ist eine US-amerikanische Schauspielerin. Sie wurde durch ihre Rollen in dem Horrorfilm My Bloody Valentine 3D und in der Serie The Blacklist bekannt.

## Karriere
Boone, die in Florida aufwuchs und Schauspiel studierte, startete ihre Karriere 2001, als sie im Kurzfilm Elijah die Hauptrolle übernahm. 2008 hatte sie Gastauftritte in den Serien The Cleaner und Cold Case – Kein Opfer ist je vergessen.
Der endgültige Durchbruch als Schauspielerin kam 2009 mit der Rolle der Megan in dem Horrorfilm My Bloody Valentine 3D. Dort stand sie neben Jaime King, Jensen Ackles, Kerr Smith und Betsy Rue vor der Kamera, die Regie übernahm Patrick Lussier. 2010 übernahm sie im Drama Eggshells, einem Kurzfilm, die Regie. Außerdem war sie als Drehbuchautorin und Produzentin tätig. Von September 2013 bis Juni 2021 war sie in der NBC-Dramaserie The Blacklist neben James Spader als FBI-Agentin Elizabeth Keen zu sehen.

## Filmografie
- 2001: Elijah (Kurzfilm)
- 2008: The Cleaner (Fernsehserie, Episode 1x02)
- 2008: Cold Case – Kein Opfer ist je vergessen (Cold Case, Fernsehserie, Episode 6x11)
- 2009: My Bloody Valentine 3D
- 2010: The Myth of the American Sleepover
- 2010: Sex and the City 2
- 2010: Eggshells for Soil (Kurzfilm, auch Buch, Regie und Produktion)
- 2010–2011: Law & Order: LA (Fernsehserie, 7 Episoden)
- 2012: Leave Me Like You Found Me
- 2012: Cherry – Dunkle Geheimnisse (About Cherry)
- 2012: Step Up: Miami Heat (Step Up Revolution)
- 2013: Blue Bloods – Crime Scene New York (Blue Bloods, Fernsehserie, Episoden 3x13–3x14)
- 2013: Dschungelcamp – Welcome to the Jungle (Welcome to the Jungle)
- 2013–2021: The Blacklist (Fernsehserie, 161 Episoden)
- 2014: Robot Chicken (Fernsehserie, 2 Episoden, Sprechrolle)
- 2017: The Blacklist: Redemption (Fernsehserie, 2 Episoden)
- 2018: Family Games
- 2021: The Underground Railroad (Fernsehserie, Episode 1x02)
- 2023: Accused (Fernsehserie, Episode 1x02)